# Corrent de les Aleutianes

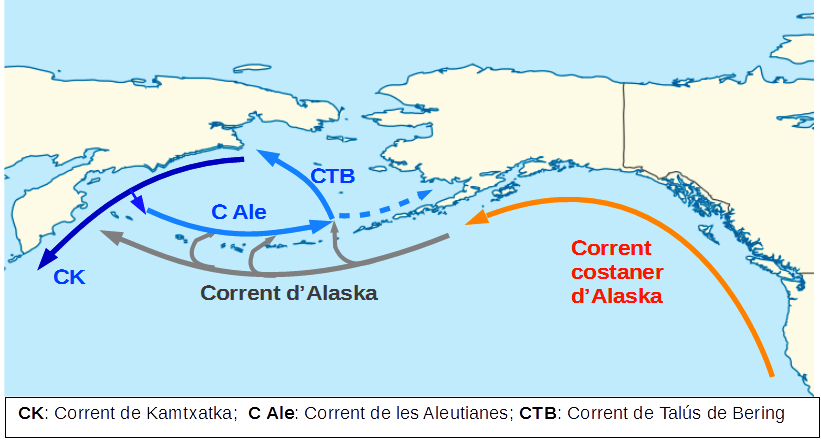
Sistema de corrents relacionats, entre els quals el Corrent de les Aleutianes (C Ale). El color de les fletxes indica la classificació segons la temperatura mitjana de l'aigua que flueix. CCA: Càlid; CA: Càlid refredant-se; CAle: Freda; CTB: Freda; CK: Molt freda.

El corrent de les Aleutianes, també anomenat corrent subàrtic és un corrent marí que flueix cap a l'Est fregant l'arxipèlag de les Aleutianes, per la Mar de Bering.

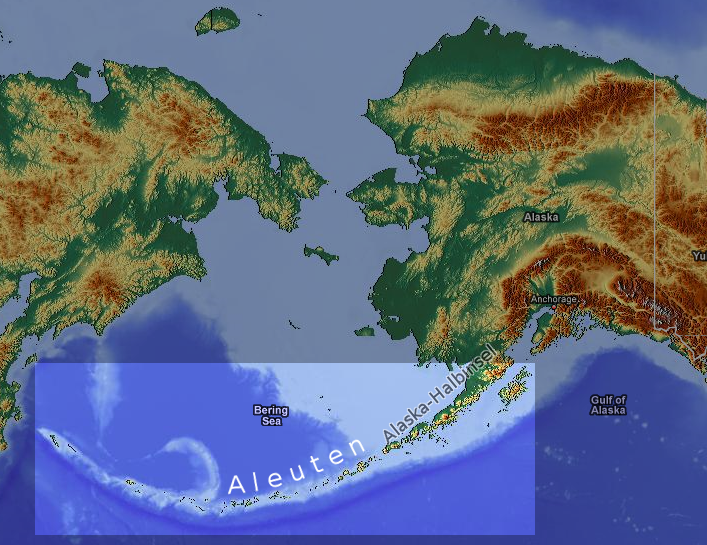
Les illes Aleutianes, prolongació d'Alaska en el mar de Bering.

## Posició geogràfica
El corrent de les Aleutianes transcorre pel nord de l'arc oceànic de l'arxipèlag homònim. L'arc o cresta volcànica fa de barrera entre l'Oceà Pacífic i el Mar de Bering. Entre les seixanta-nou illes volcàniques hi ha quatre passos importants de circulació d'aigua entre les dues bandes de la cresta. D'oest a est: L'estret de Kamtxatka, l'estret de Near, el pas de Buldir i el pas d'Amxika.

## Origen del corrent de les Aleutianes
L'origen hom considera en l'estret de Near, el lloc on el corrent d'Alaska i en general les aigües del Pacífic Nord alimenta el de les Aleutianes per deriva septentrional. De la mateixa manera, pels passos de Buldir i d'Amxika també el corrent d'Alaska hi aporta derivacions.

## Final del corrent de les Aleutianes
El corrent acaba quan topa amb el pendent de la plataforma continental. En aquell moment gira en direcció nord-oest i alimenta el corrent de talús continental de Bering, que transcorre paral·lel al talús durant una gran distància. Segons l'època de l'any, un ramal paral·lel a l'Arxipèlag pot continuar ascendint per la plataforma continental en direcció nord-est fins al pas d'Unimak.

## Característiques notables
El corrent de les Aleutianes és de caràcter fred. Té un cabal i velocitat variable al llarg de l'any. Més fort i variable durant els mesos d'hivern i una mica més dèbil i estable en els mesos d'estiu.